# Rinaldo Cappellini
Rinaldo Cappellini (Torino, 17 luglio 1926) è un ex calciatore italiano, di ruolo attaccante.

## Caratteristiche tecniche
Giocò nel ruolo di ala destra.

## Carriera
Cresciuto nella Juventus, giocò in Serie A con la Fiorentina.